# 块蓟
块蓟（学名：Cirsium salicifolium）为菊科蓟属的植物，是中国的特有植物。分布于中国大陆的内蒙古、吉林、河北等地，生长于海拔200米至2,000米的地区，常生于路边、溪旁、湿地或山坡，目前尚未由人工引种栽培。